# Phanassymetria
Phanassymetria is een geslacht van uitgestorven kreeftachtigen uit de klasse van de Ostracoda (mosselkreeftjes).

## Soorten
- Phanassymetria collilupana Berdan, 1971 †
- Phanassymetria inequalis (Roth, 1929) Lundin, 1965 †
- Phanassymetria parva Lundin, 1965 †
- Phanassymetria quadrupla Roth, 1929 †
- Phanassymetria triserrata Roth, 1929 †
- Phanassymetria umbonis Lundin & Petersen, 1974 †